# Borba Gato (metropolitana di San Paolo)
Borba Gato è una stazione della linea 5 della metropolitana di San Paolo. Si trova sotto l'isolato compreso tra le avenidas Santo Amaro e Adolfo Pinheiro, e le ruas da Paz e a Bela Vista, nel distretto di Santo Amaro.

## Storia
La stazione è stata inaugurata il 6 settembre 2017.

## Interscambi
Nelle vicinanze della stazione effettuano fermata diverse linee di autobus urbani e interurbani.
- Fermata autobus

## Servizi
La stazione dispone di:
- Accessibilità per portatori di handicap
- Ascensori
- Scale mobili
- Biglietteria a sportello
- Biglietteria automatica